# Andrei Andrejewitsch Bolibruch
Andrei Andrejewitsch Bolibruch, (russisch Андрей Андреевич Болибрух; englische Transkription Andrey Andreevich Bolibrukh; * 30. Januar 1950 in Moskau; † 11. November 2003) war ein russischer Mathematiker.

## Leben
Bolibruch studierte an der Lomonossow-Universität, wo er bei Michail Michailowitsch Postnikow und Alexei Tschernawskij (Chernavskii) promoviert wurde. 1991 wurde er habilitiert (russischer Doktorgrad). Er war Professor an der Lomonossow-Universität und stellvertretender Direktor des Steklow-Instituts. Er war auch Professor am Moskauer Institut für Physik und Technologie.
Bolibruch ist bekannt für Arbeiten zu gewöhnlichen Differentialgleichungen in Komplexen vom Fuchs´schen Typ (das heißt linear mit endlich vielen Polen der Koeffizientenfunktion höchstens 1. Ordnung) und zum zugehörigen Riemann-Hilbert-Problem (das 21. der Hilbertschen Probleme, Beweis der Existenz von linearen Differentialgleichungen zu vorgegebener Monodromiegruppe). 1989 gab er Gegenbeispiele zu der vorgeblichen Lösung des 21. Hilbert-Problems durch Josip Plemelj (1908) an und zeigte dabei, dass das Problem im Allgemeinen nicht lösbar ist. Bolibruch suchte dann nach Kriterien, unter welchen Bedingungen Differentialgleichungen zu vorgegebener Monodromiegruppe existieren.
Bolibruch war seit 1994 Mitglied der Russischen Akademie der Wissenschaften und deren Sekretär in der Sektion Mathematik und Informatik. 1995 erhielt er den Ljapunow-Preis der Russischen Akademie der Wissenschaften. Er war Mitglied des Exekutivkomitees der International Mathematical Union.
1994 war er Invited Speaker auf dem Internationalen Mathematikerkongress (ICM) in Zürich (The Riemann-Hilbert Problem and Fuchsian Differential Equations on the Riemann Sphere). 2001 erhielt er den Staatspreis der Russischen Föderation.

## Schriften
- Mit Dmitri Wiktorowitsch Anossow: The Riemann-Hilbert problem. Vieweg, Braunschweig, Aspects of Mathematics, 1994, ISBN 3-528-06496-X.
- Inverse monodromy problems for the analytic theory of differential equations, in Bolibruch, Osipov, Sinai (Herausgeber) Mathematical Events of the Twentieth Century, Springer 2006, S. 49.